# Köşektaş (Hacıbektaş)
Köşektaş ist ein türkisches Dorf  in Kappadokien. Es gehört zur Provinz Nevşehir und liegt im Landkreis Hacıbektaş. Im Jahre 2008 lebten dort 453 Menschen. Der Name des Dorfes („Kamelfohlenstein“) geht auf zwei unterschiedlich große Felsblöcke nördlich des Dorfes zurück. Diese werden als Kamel und Kamelfüllen betrachtet.
Das Dorf wurde vermutlich im 19. Jahrhundert gegründet. Im Jahre 1872 soll das Dorf aus 38 Häusern mit ca. 900 Einwohnern bestanden haben.
Köşektaş besteht aus 2 Hauptvierteln; Köy und Karşı Mahalle und hat seit längerem keine Schule mehr. Die Kinder werden per Schulbus zur Grundschule nach Hacıbektaş gebracht. Im Sommer 1928 fand die Einweihung der ersten Grundschule statt. 66 Jahre später, im Jahr 1994, wurde die Grundschule in Köşektaş auf Grund der zu geringen Schülerzahl geschlossen.
In Köşektaş gibt es zwei Moscheen und ein Gesundheitszentrum.